# Канторовиці (Опольське воєводство)
Канторовиці (пол. Kantorowice, нім. Kantersdorf) — село в Польщі, у гміні Левін-Бжеський Бжезького повіту Опольського воєводства.
Населення — 303 особи (2011).

## Демографія
Демографічна структура станом на 31 березня 2011 року:
|          | Загалом | Допрацездатний вік | Працездатний вік | Постпрацездатний вік |
| -------- | ------- | ------------------ | ---------------- | -------------------- |
| Чоловіки | 154     | 34                 | 108              | 12                   |
| Жінки    | 149     | 32                 | 92               | 25                   |
| Разом    | 303     | 66                 | 200              | 37                   |